# Calorguen
 Calorguen (en bretó Kerorgen, gal·ló Calorgen) és un municipi francès, situat a la regió de Bretanya, al departament de Costes del Nord. L'any 1999 tenia 523 habitants.

## Demografia
| 1962                                       | 1968 | 1975 | 1982 | 1990 | 1999 |
| ------------------------------------------ | ---- | ---- | ---- | ---- | ---- |
| 505                                        | 506  | 450  | 497  | 508  | 523  |
| Des de 1962: població sense dobles comptes |      |      |      |      |      |

## Administració
| Període   | Identitat       | Partit |
| --------- | --------------- | ------ |
| 2001-2008 | Édouard Foustel |        |
| 2008-     | Martine Hinault |        |